# Zephyranthes miradorensis
Zephyanthes miradorensis es una especie de planta bulbosa perteneciente a la familia de las amarilidáceas.

## Taxonomía
Zephyranthes miradorensis fue descrita por Mario Adolfo Espejo Serna y Ana Rosa López-Ferrari y publicado en Flora de Veracruz 128: 27–28 en 2002.
Basónimo
- Cooperia miradorensis Kraenzl. Repert. Spec. Nov. Regni Veg. 21: 75 (1925).